# Jugda
Jugda je debitantski studijski album slovenske rock skupine Sphericube, ki je izšel 22. maja 2008 v samozaložbi. Bil je priložen tudi prvi številki slovenske glasbene revije RSQ.

## Kritični odziv
Za Mladino je Veljko Njegovan nekoliko kritično napisal: "Kljub perfekcionizmu, ki ga gojijo člani Sphericuba, se vokali nekako ne ujemajo z instrumentalno spremljavo, saj zaradi enoličnosti vodijo v neizogibno monotonijo. Težko pričakovani prvenec tako zbuja mešane občutke (to je posledica predolgega obotavljanja benda z izdajo plošče) v času zatona glasbenega žanra, ki ga poznamo pod imenom post-rock." Albumu je dodelil 3 zvezdice. Nasprotno pa je bil Peter Cerar za portal RockOnNet bolj navdušen: "Skupinina težnja po perfekcionizmu ter izogibanje skladanju na prvo žogo ter nasploh celoten pristop Sphericube je namreč po mojem skromnem mnenju genialen."

## Seznam pesmi
Vse pesmi je napisala skupina Sphericube.
| Št. | Naslov                  | Dolžina |
| --- | ----------------------- | ------- |
| 1.  | „Emergency Lane‟        | 4:05    |
| 2.  | „Cycle‟                 | 3:29    |
| 3.  | „Kemmis Floccus‟        | 5:10    |
| 4.  | „To White‟              | 4:42    |
| 5.  | „The Search for Fritz‟  | 5:14    |
| 6.  | „Sand‟                  | 4:24    |
| 7.  | „Aggressive Depressive‟ | 4:26    |
| 8.  | „Pluss‟                 | 4:28    |
| 9.  | „Rebirth‟               | 6:04    |

## Zasedba
Sphericube
- Andrej Lapoša — vokal, kitara, efekti
- Manuel Hahn — vokal, kitara, efekti
- David Halb — bobni, loopi, efekti
- Manuel Kuran — bas kitara, efekti

Dodatni glasbeniki
- Ivan Kovačić — saksofon
- Jelena Ždrale — violina, viola
- Klemen Hvala — violončelo

Tehnično osebje
- David Lotrič — oblikovanje
- Hrvoje Pelicarić — snemanje, aranžmaji, produkcija, miks
- Ruzina Frankulin — snemanje, aranžmaji, produkcija, miks